# Maxillaria klugii
Maxillaria klugii är en orkidéart som beskrevs av Charles Schweinfurth. Maxillaria klugii ingår i släktet Maxillaria och familjen orkidéer. Inga underarter finns listade i Catalogue of Life.